# Park Avenue (musical)
Park Avenue è un musical con dialoghi di George S. Kaufman e Nunnally Johnson, musiche di Arthur Schwartz e parole di Ira Gershwin.  La prima avvenne allo Shubert Theatre il 4 novembre 1946; l'interpretazione fu scarsa e fu l'ultimo lavoro per Broadway della Gershwin.
Ira Gershwin voleva che Park Avenue segnasse un cambiamento rispetto agli spettacoli di quel periodo così come Oklahoma!. Scrisse testi leggeri come Viviamo in un tempo che è il pinnacolo del cinico, ma il tema dello show, cioè il divorzio, non catturò l'attenzione del pubblico per tutta la sua durata e il pubblico statunitense del 1946 voleva di più. La sceneggiatura risultò troppo simile al romanzo breve di Nunnally Johnson e il secondo atto divenne così troppo lungo e costituito più da dialoghi che non da canzoni.

## Numeri musicali
Atto I
- Tomorrow Is the Time
- For the Life of Me
- The Dew Was on the Rose
- Don't Be a Woman If You Can
- Sweet Nevada
- There's No Holding Me
- The Dew Was on the Rose (Reprise)
- There's Nothing Like Marriage for People

Atto II
- Hope for the Best
- My Son-in-Law
- Land of Opportunities
- Goodbye to All That
- Echo